# لودمیلا بلوسووا
لودمیلا بلوسووا (روسی: Людмила Евгеньевна Белоусова؛ ۲۲ نوامبر ۱۹۳۵ – ۲۶ سپتامبر ۲۰۱۷) اسکیت‌باز نمایشی زن اهل روسیه بود.